# Antibrasileirismo
Antibrasileirismo, brasilofobia ou brasileirofobia consiste na hostilidade contra o Brasil, contra o povo brasileiro, a variante brasileira da língua portuguesa e a cultura do Brasil como um todo.

## Exemplos

### Paraguai
Apesar de no Brasil a Guerra do Paraguai ser vista foi uma resposta legítima à invasão de Solano López, no Paraguai ainda há relatos de ressentimento em relação ao conflito. Após o fim da guerra, o Brasil anexou partes do país derrotado e ocupou seu território até o ano 1876, sendo que muitos historiadores paraguaios culpam o Brasil pelo subdesenvolvimento do país.

### Portugal
Os brasileiros que vivem em Portugal formam a maior comunidade estrangeira no país. No entanto, também são, segundo estatísticas, os que mais recebem ataques xenofóbicos. De acordo com dados da Comissão para a Igualdade e contra a Discriminação Racial (CIDR), das denúncias de discriminação recebidas pelo governo português entre 2017 e 2018, 21,4% foram contra ciganos, seguidos por negros (17,3%) e brasileiros (13%), sendo o aumento foi de 150% no número de notificações no caso do último grupo.
Os relatos de ataques contra a comunidade brasileira em Portugal têm crescido no século XXI com o aumento do fluxo de imigrantes e também estão associados ao preconceito contra o uso da variante brasileira da língua portuguesa.